# Laboissière-en-Thelle
Laboissière-en-Thelle é uma comuna francesa na região administrativa de Altos da França, no departamento de Oise. Estende-se por uma área de 9,64 km². Em 2010 a comuna tinha 1 373 habitantes (densidade: 142,4 hab./km²).